# 曾錦榮
曾錦榮（1994年—），註冊社工，前香港屯門區議會龍門選區區議員及龍門關注組召集人。

## 政治生涯

### 踏足政治
2019年反對逃犯條例修訂草案運動發生，多名未曾參選的政治素人計劃參選某些未有民主派參選的「白區」，曾錦榮是其中一員。

### 參選區議會
曾錦榮以龍門關注組召集人身份參選龍門選區，並且和其他於該屆在屯門出選的素人組成“屯門十一素人”團隊，最终以4,410票撃敗爭取連任的龍瑞卿（民建聯成員，獲2,931票），成功當選。
| 政党   | 政党       | 候选人    | 票数  | %     | ±      |
| ------ | ---------- | --------- | ----- | ----- | ------ |
|        | 龍門關注組 | ①. 曾錦榮 | 4,410 | 60.07 | 不適用 |
|        | 民建聯     | ②. 龍瑞卿 | 2,931 | 39.93 | 不適用 |
| 多数票 | 多数票     | 多数票    | 1,479 | 20.15 | 不適用 |

### 被裁定區議員宣誓無效
2021年10月21日，香港政府宣佈第四批(新界西)區議員宣誓結果，曾錦榮與另外16名民主派區議員一同被裁定宣誓無效，即時喪失區議員資格，並且在5年內不得參與各級選舉。

## 外部連結
- 屯門區議會 - 屯門區議會議員資料 曾錦榮先生（页面存档备份，存于）

| 議會席位      | 議會席位                                               | 議會席位 |
| ------------- | ------------------------------------------------------ | -------- |
| 前任： 龍瑞卿 | 屯門區議會 龍門選區區議員 2020年1月1日－2021年10月20日 | 空缺     |